# 中川博迪
中川 博迪（なかがわ ひろみち、1941年4月11日 - ）は、日本の実業家。楽天生命保険の創業者で、アクサ生命保険代表取締役社長等を歴任した。

## 人物・経歴
鹿児島県出身。1967年九州大学文学部卒業、東京生命保険入社。1973年アリコジャパン入社。1991年アリコジャパン取締役副社長。1993年アクサ生命保険日本連絡事務所上席顧問。1994年アクサ生命保険取締役副社長。1997年アクサ生命保険代表取締役社長。1998年エキスパートアライアンスを設立し、同社代表取締役社長に就任。2006年同社取締役会長に就任するとともに、エキスパートアライアンス保険準備（のちの楽天生命保険）を設立。2008年特定非営利活動法人中川希望塾理事長。

## 著書
- 『「思いの力」の教科書 未来を築く若者に伝えたいこと』カナリアコミュニケーションズ 2013年